# Brygmophyseter
Brygmophyseter é um extinto gênero de baleias dentadas na família da cachalote. Atualmente, só há uma espécie reconhecida, B. shigensis. Quando foi descrita pela primeira vez em 1994, a espécie foi colocado no gênero Scaldicetus com base na morfologia dos dentes, mas essa classificação foi posteriormente revista em 1995. Em 2006, ela foi classificada no género Naganocetus, que é considerado um sinônimo júnior. O único espécime conhecido, um esqueleto quase completo, possui uma idade em torno de 14 a 15 milhões de anos de idade. Acredita-se que a Brygmophyseter tenha tido 7 metros (23 pé) de comprimento, e provavelmente tinha 11 ou 12 dentes nos maxilares superior e inferior. Brygmophyseter é parte de um grupo de cachalotes macropredadoras, que tendiam a ser superpredadoras, usando seus grandes dentes para matar animais grandes, incluindo outras baleias. Ela tinha um órgão do espermacete, que provavelmente foi usada para ecolocalização, como na moderna cachalote. A baleia fez uma aparição na série de TV Jurassic Fight Club, do The History Channel.

## Etimologia
O nome do gênero é uma combinação da palavra grega brygmos, que significa "morder" ou "roer", com o sufixo Physeter, presente na cachalote viva, e que também é a palavra grega para "soprador". Isso levou ao ocasional termo "morder cachalote" sendo dado à espécie na cultura popular.

## Taxonomia

### Filogenia

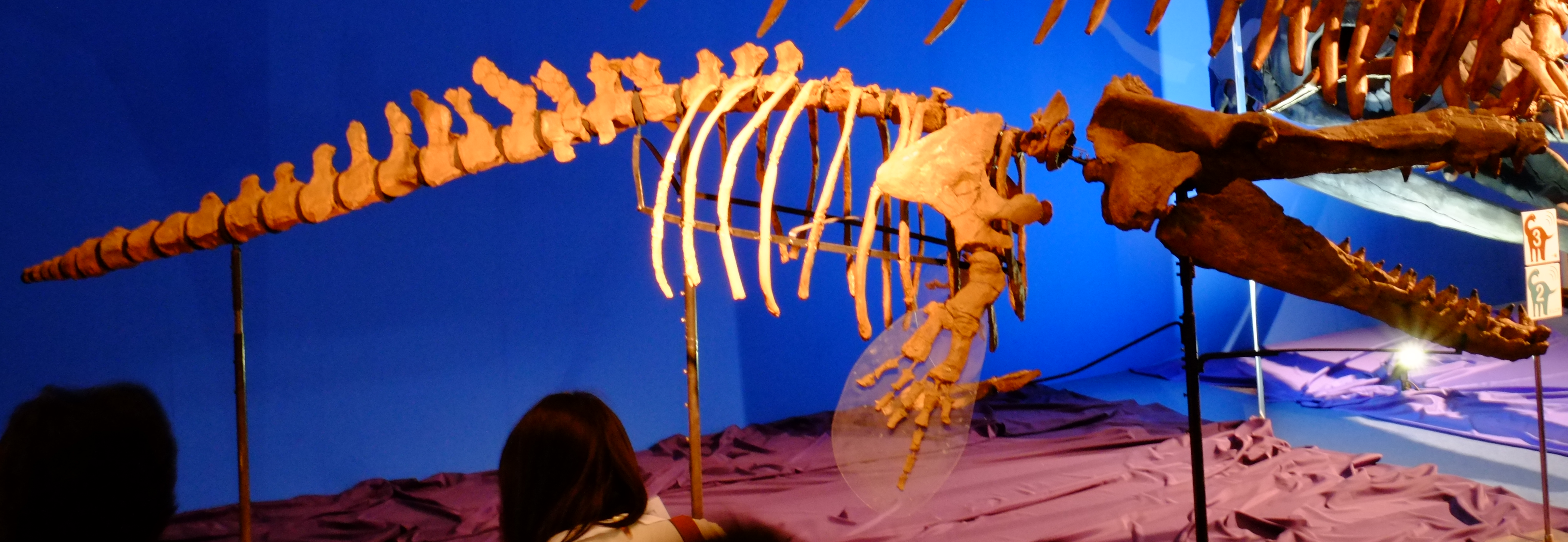
Reconstrução de esqueleto em vista lateral

Brygmophyseter é um membro de um grupo coroa de hiper-predatórias cachalotes a partir do Mioceno.  Outros membros são Acrophyseter, Livyatan, e Zygophyseter, e estas quatro baleias têm em comum dentes revestidos com esmalte em ambos os maxilares, que foram utilizados na caça de grandes presas. Acredita-se que estes dentes tenham evoluído em um ancestral comum semelhante a um basilossaurídeo, ou várias vezes, independentemente, dentro do grupo. Brygmophyseter é a mais antiga cachalote macropredadora. Foi proposto que estas macropredadoras devem ser colocadas na subfamília parafilética extinta Hoplocetinae, ao lado de Scaldicetus, Diaphorocetus, Idiorophus, e Hoplocetus. A subfamília não é constituída de um ancestral comum e todos os seus descendentes.
A espécie foi descrita pela primeira vez em 1994 pelos paleontólogos Kiyoharu Hirota e Lawrence Barnes. Observando os dentes que estavam presentes em ambos os maxilares e revestidos em esmalte, colocaram ele no gênero Scaldicetus, que foi descrito em 1867 como tendo características semelhantes. No entanto, um estudo de 1995 afirmou que como Scaldicetus é conhecido apenas por fósseis de dentes, novas espécies não devem ser atribuídas ao gênero. Portanto, o estudo de autoria de paleontólogos Kimura Toshiyuki, Hasegawa Yoshikazu, e Barnes Lourenço colocou-o no recém-construído gênero Brygmophyseter. Scaldicetus agora é usado como um "táxon lixeira". Um estudo realizado em 2006 pelos geólogos Giovanni Bianucci e Walter Landini colocou a baleia no género Naganocetus, que eles criaram, e concluiu que era mais relacionado com Zygophyseter, que eles tinham descrito pela primeira vez, no mesmo estudo. Isto foi justificado por seus tamanhos semelhantes, pelo fato de que a bacia que contém o órgão do espermacete não se estende para a frente (causando um focinho convexo), e pela presença de longas fossas temporais nas laterais do crânio. No entanto, como Brygmophyseter foi publicado primeiro, Naganocetus é considerado um sinônimo júnior.

### A história da investigação
O holótipo, MSF-0001, foi escavado da Formação Bessho, na Província de Nagano , no Japão, em 1988, pelos moradores de Shiga-mura com assistência da equipe do Museu de Fósseis de Shira.  A amostra está quase completa, e consiste em um crânio parcial, a queixada, o osso hioide no pescoço, vértebras, costelas, o esterno, e úmeros e rádios nos membros. Ele foi reconhecido como pertencente ao Langhiano do Mioceno, 14-15 milhões de anos atrás, e a amostra está atualmente em exibição no Museu de História Natural de Gunma, no Japão.
O nome do gênero é uma combinação da palavra grega brygmos, que significa "morder" ou "ranger", combinada com physeter, que é o nome genérico da cachalote atual, e que é também a palavra grega para "soprador". O sinônimo júnior Naganocetus deriva do local onde foi encontrado, a Província de Nagano, e o latino - cetus que significa "baleia".

## Descrição

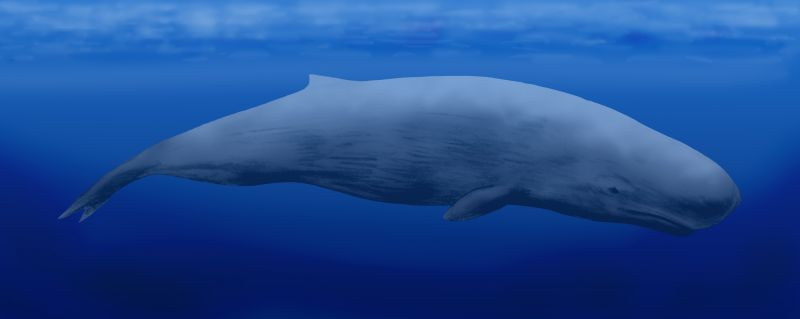
Restauração

Como outras cachalotes predadoras, Brygmophyseter tinha dentes revestidos com esmalte em ambos os maxilares, ao contrário da moderna cachalote (Physeter macrocephalus). Ela provavelmente tinha 11 ou 12 dentes em cada maxilar, embora nenhum dente superior tenha sido preservado no holótipo. O crânio do holótipo mede em torno de 1,5 m, e ele tinha um focinho alongado. A arcada supraciliar era larga e achatada, e o processo zigomático do osso esquasomal nas bochechas era grande e robusto. O maxilar inferior provavelmente continha 12 dentes e a mandíbula superior provavelmente teve uma quantidade de dentes semelhante. A fossa temporal sobre os lados do crânio eram alongadas, o que pode ter sido uma catacterística plesiomórfica de arqueocetos, ou seja, é uma característica ancestral da baleia. A passagem nasal direita era pequena e assimétrica com a passagem nasal esquerda, como na moderna baleia cachalote. Característico de cachalotes, tinha uma profunda bacia no topo de seu crânio, conhecido como a bacia supracranial. Como na moderna cachalote, esta bacia possuía provavelmente o órgão do espermacete, portanto, a baleia possuía capacidade de biosonar. A crista nucal, que é a parte do crânio de baleia que projeta para cima na extremidade posterior do crânio, atrás da bacia supracranial, era baixa e larga. Semelhante a modernas baleias dentadas, mas ao contrário da cachalote, as escápulas eram mais grossas do que eram altas.

Comparação de tamanho entre um humano e um Brygmophyseter.

Acredita-se que a Brygmophyseter tenha tido cerca de 7 metros de comprimento. O holótipo tinha possuía zero vértebras do pescoço presevadas, dez vértebras torácicas, dez vértebras lombares, e quinze vértebras da cauda. Em comparação, a cachalote moderna tem onze torácicas, oito lombares, e vinte e duas vértebras da cauda, e a cauda menor de Brygmophyseter é provavelmente uma característica primitiva. As vértebras aumentavam em altura até a sétima vértebra lombar e, em seguida, começavam a diminuir. Nas vértebra torácicas, com exceção da décima, a largura dos segmentos é maior do que a altura. As vértebras lombares e da cauda são de forma circular.
A cabeça do úmero do Brygmophyseter era posicionada perpendicularmente à diáfise. A articulação do cotovelo no úmero não era distinta da ulna, típico dos cetáceos. A ulna era mais primitiva do que a da baleia cachalote moderna.

## Paleoecologia

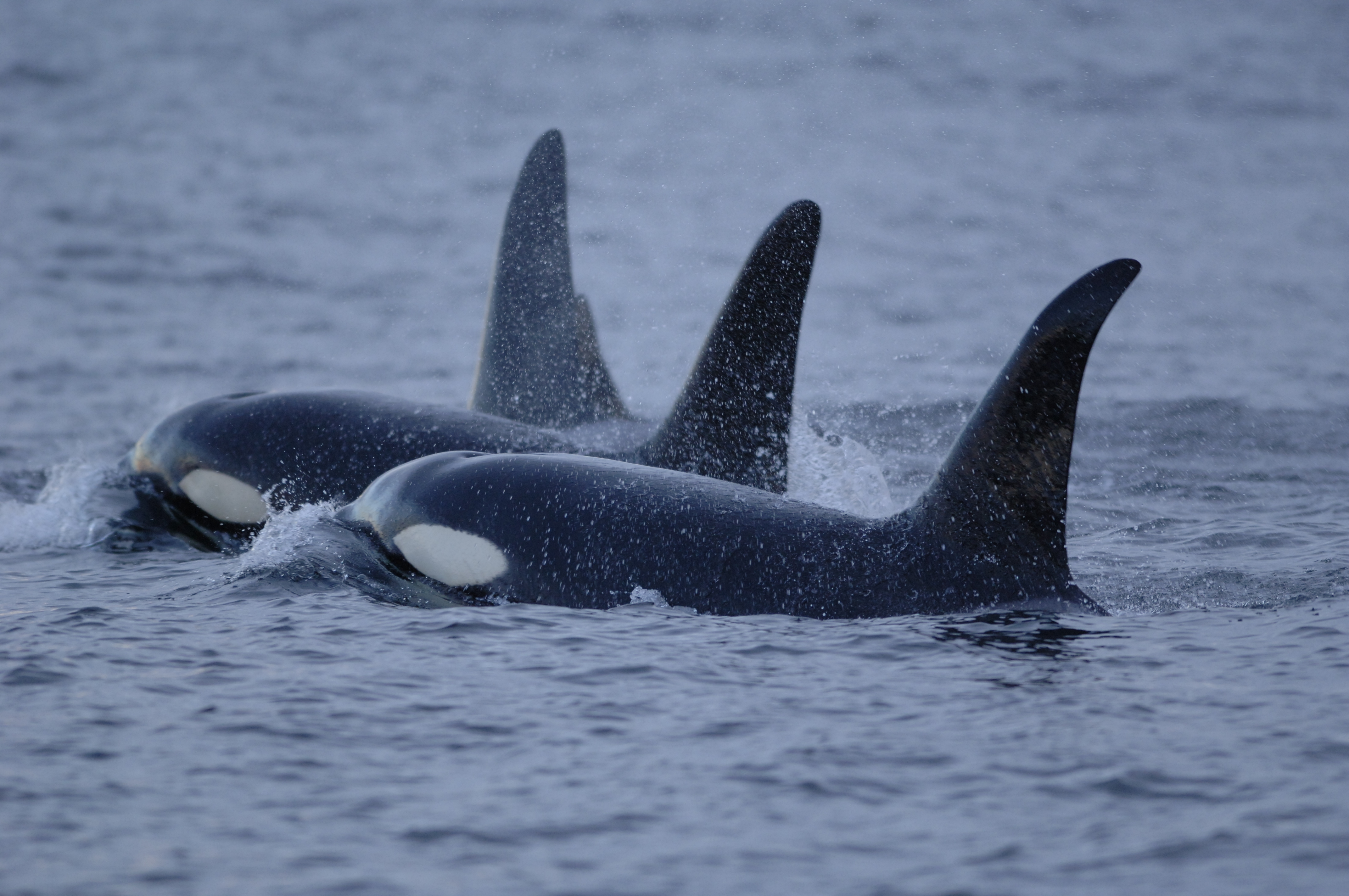
Cachalote predadoras como Brygmophyseter ocuparam um nicho semelhante ao das atuais orcas (Orcinus orca).

Como Brygmophyseter era uma cahcalote predadora e este grupo é caracterizado por suas adaptações para subjugar presas de grande porte, Brygmophyseter foi provavelmente uma macropredatora de mamíferos marinhos e outros grandes vertebrados marinhos, ocupando um nicho semelhante ao da orca. Apesar de nenhum resto do estômago ou marcas de mordidas tenham sido encontradas, acredita-se que atacavam uma variedade de animais, incluindo focas, peixes e cefalópodes. Restos de misticetos antigos foram encontrados na mesma região onde o Brygmophyseter viveu, contudo não se sabe se o mesmo predava esses animais.
Brygmophyseter foi descoberto nos depósitos depósitos do Mioceno Médio da Formação Bessho do Japão, que também preservou alguns dos primeiros golfinhos oceânicos e baleias rorquais, bem como alguns fósseis de baleias-bicudas. A formação também tinha fósseis de bivalves, que indicam a presença de fontes hidrotermais no fundo do oceano, e há também evidências de emanações frias pré-históricas na área, que hoje abriga espécies especialistas quimiossintéticas; a formação provavelmente possuía 1000-2000 metros de profundidade no Mioceno. Também foram encontrados fósseis de plantas, equinodermes, cefalópodes, peixes teleósteos das profundezas e aves marinhas. Fósseis de tubarões descobertos nesta formação pertencem ao tubarão-corre-costa (Carcharhinus plumbeus) e outros não identificados tubarões do género Carcharhinus, o Dalatias licha, o extinto Cosmopolitodus hastalis, o extinto Isurus planus, o Scymnodon ichiharai, e uma espécie do género Etmopterus.

## Na ficção
Brygmophyseter foi destaque no quinto episódio de Jurassic Fight Club, "Deep Sea Killers". Neste episódio, Brygmophyseter, que era chamada de "cachalote mordedora", foi representada como sendo capaz de usar o sonar como uma arma para atordoar a presa, e como tendo viajado em grupos como a orca.O grupo foi atacado por um Megalodon, que, aparentemente, tinha um tamanho semelhante ao que as baleias. Quando o Megalodon gravemente feriu um dos membros do grupo, o restante das baleias uniu-se para espantar o Megalodon. Uma vez que o membro do grupo morreu, no entanto, o Megalodon voltou para se alimentar.